# Soufflet
Soufflet este un grup francez care cel mai mare producător european de malț și al treilea ca mărime din sectorul de morărit din Europa.
Este o afacere de familie cu afaceri de peste trei miliarde de euro anual, specializată în colectarea, procesarea și comerțul internațional cu cereale.

## Soufflet în România
Compania este prezentă în România din 1998, prin Soufflet Malt Romania, parte a Compagnie Internationale de Malterie (CIM) a grupului Soufflet.
Compania deține în România fabrici de malț la Pitești și Buzău și silozuri pentru depozitarea materiei prime în cele două orașe, precum și la Timișoara.
Capacitatea totală de producție a fabricilor de malț de la Pitești și Buzău este de 23.000 tone de pe an.
Cifra de afaceri:
- 2009: 19 milioane euro[3]
- 2007: 18 milioane euro[6]
- 2006: 15,5 milioane euro[2]